# مريم بنصالح شقرون
مريم بنصالح شقرون هي سيدة أعمال مغربية، شغلت رئاسة الاتحاد العام لمقاولات المغرب بين 2018 و 2022 بحيث كانت أول امرأة تتقلد هذا المنصب. تشغل منصب مدير عام شركة المياه المعدنية بأولماس التابعة لمجموعة هولماركوم، التي يديرها شقيقها محمد حسن بن صالح والتي تسيطر على العديد من المواد الأساسية في السوق المغربي، كما تشغل مريم بنصالح منصب رئيس لجنة تدقيق الحسابات وعضو مجلس إدارة البنك المركزي المغربي.

## مسيرتها
ولدت بنواحي تافوغالت بإقليم بركان بالجهة الشرقية للمغرب. والدها عبد القادر بنصالح شقرون، الذي عمل في فريق البكاي بن مبارك الهبيل، أول رئيس حكومة بعد الاستقلال، والذي ينحدر كذلك من بركان.
حصلت مريم بنصالح-شقرون على دبلوم المدرسة العليا للتجارة بباريس وعلى ماجستير في إدارة الأعمال والتدبير والمالية الدولية - من جامعة دالاس، بتكساس (الولايات المتحدة) في سنة 1986. بعد عودتها للمغرب اشتغلت مريم بنصالح لمدة سنتين بمؤسسة الإيداع والقروض (SMDC)، ضمن مصلحة السندات والمساهمات، قبل أن تنتقل إلى المجموعة المالية لوالدها لتولي منصب المديرة الإدارية والمالية لشركة المياه المعدنية بأولماس، التي سارعت في توسيع نشاطها التجاري وجعلت من «أولماس» تحتكر وتسيطر على 70% من السوق المغربي.
هي أيضا عضو مجلس بنك المغرب (البنك المركزي المغربي) ورئيسة لجنة تدقيق الحسابات به. بالإضافة إلى ذلك، تحتل السيدة بنصالح - شقرون منصب عضو في مؤسسة محمد الخامس، ورئيسة المجلس الأورو متوسطي للوساطة والتحكيم، وعضو في المجلس العربي للأعمال، واللجنة المديرية للمجلس المغربي-البريطاني للأعمال، ومنظمة الرؤساء الشباب، ومجلس وكالة التنمية الاجتماعية. وهي أيضًا عضو مجلس إدارة جامعة الأخوين، وعضو مجلس إدارة مجلس الأعمال العربي، وعضو مجلس رجال الأعمال المغاربة والبريطانيين، وعضو في وكالة التنمية الاجتماعية، والعديد من الهيئات والمنظمات المغربية و الدولية.
تعرضت لانتقادات كثيرة بداية سنة 2018 عندما رفضت الحديث باللغة العربية في أحد المؤتمرات بالمغرب واستعمالها الفرنسية بدل ذلك وبسبب ردها العنيف على منظمي الندوة بعدما طالبوها بالحديث بالعربية.